# Haiding Nuo'er
Haiding Nuo'er (kinesiska: 海丁诺尔) är en sjö i Kina. Den ligger i provinsen Qinghai, i den nordvästra delen av landet, omkring 780 kilometer väster om provinshuvudstaden Xining. Haiding Nuo'er ligger 4 466 meter över havet. Arean är 26,8 kvadratkilometer. Trakten runt Haiding Nuo'er är ofruktbar med lite eller ingen växtlighet. Den sträcker sig 8,8 kilometer i nord-sydlig riktning, och 7,7 kilometer i öst-västlig riktning.